# Iso-Para
Iso-Para är en ö i Finland. Den ligger i sjön Jormasjärvi och i kommunen Sotkamo i den ekonomiska regionen  Kajana ekonomiska region  och landskapet Kajanaland, i den centrala delen av landet, 500 km norr om huvudstaden Helsingfors. Öns area är 1,2 hektar och dess största längd är 190 meter i sydöst-nordvästlig riktning.